# 清华大学化学馆

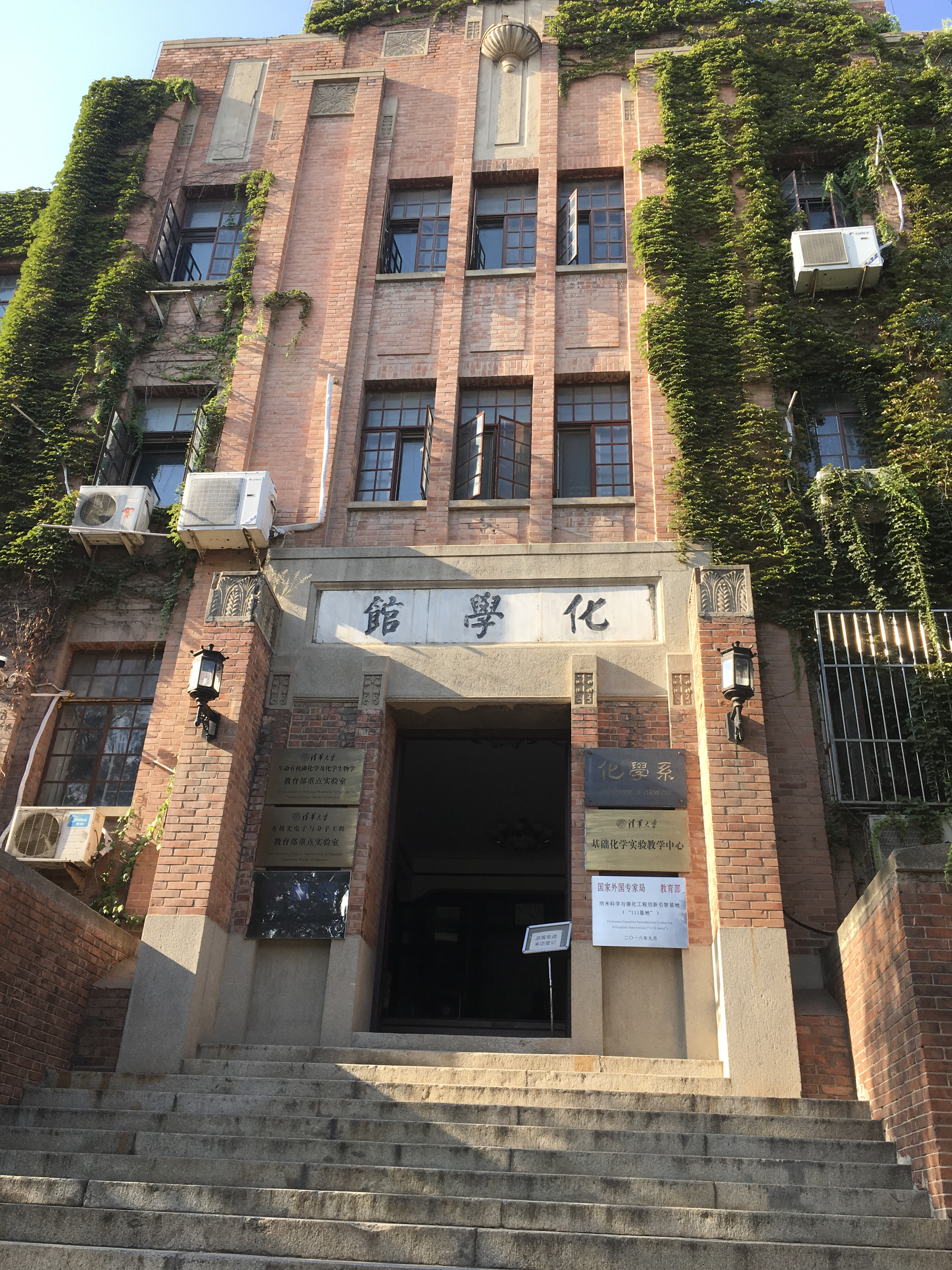
清華大學化學館

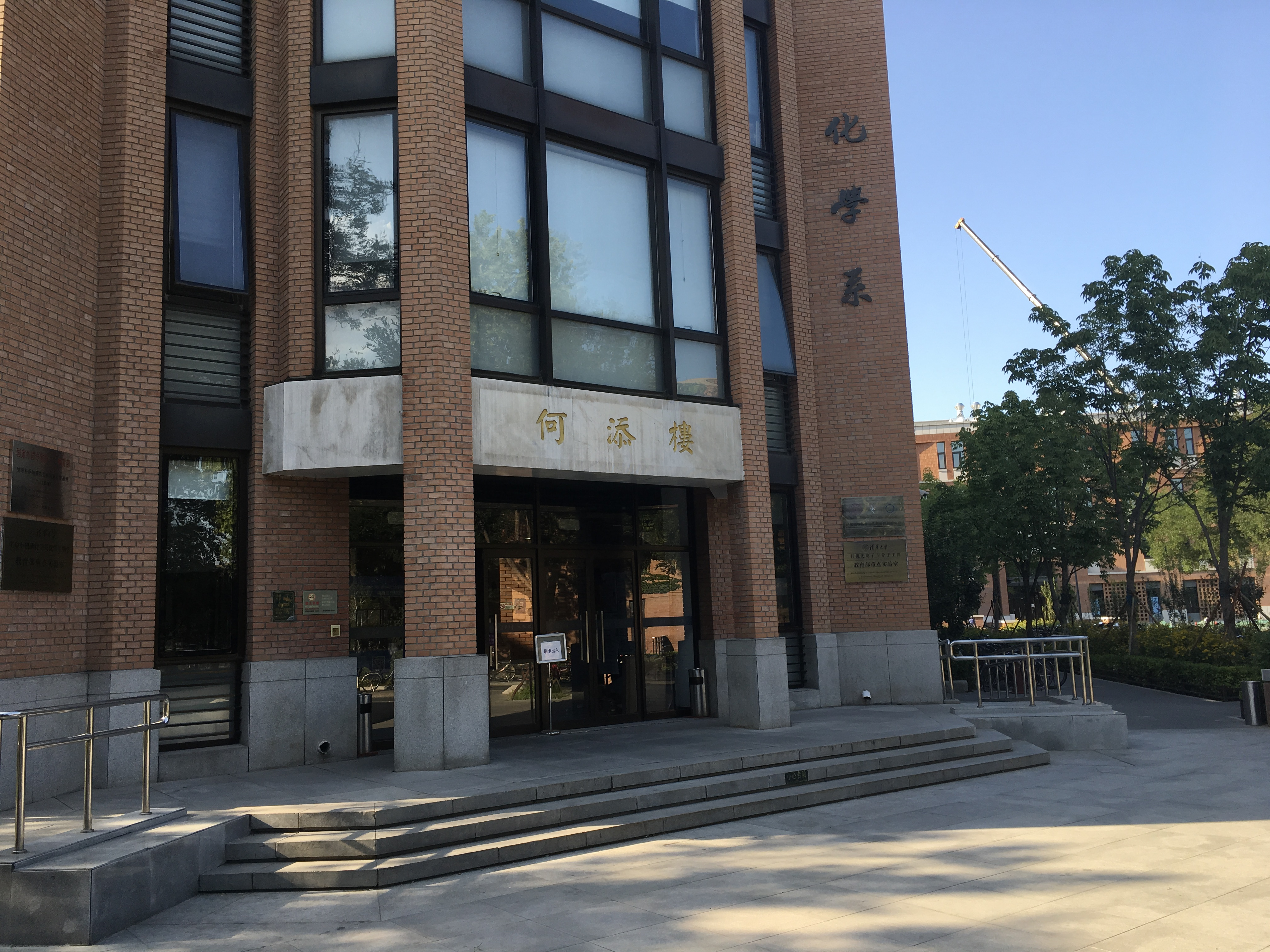
清華大學何添樓

清华大学化学馆是清華大學化學系的系館，建於1931年，位於清華園西北隅，建築面積5722平方公尺，四層樓高，是當年清華最大的系館，也是僅次於天文台的最高建築。
化學館是仿照康乃爾大學化學館建造的，沈理源設計，採用近代折衷式、裝飾派風格。這種風格是古典風格與現代建築之間的過渡期，流行於1930年代的中國。
2001年，化学舊馆被国务院正式公布为第五批全国重点文物保护单位。2016年被列入為“首批中国20世纪建筑遗产”。
2004年，新化學館「何添楼」正式啟用，“何添楼”是香港银行家何添捐赠1000万港币與校方出資共同兴建的，設計者為关肇邺。“何添楼”西面通过连廊与老化学馆相接，将主要用于化学系的教学和科研。